# ویوگوس
ویوگوس (به فرانسوی: Veaugues) یک کمون در فرانسه است که در Canton of Sancerre واقع شده‌است.

## خصوصیات
ویوگوس ۲۷٫۹۲ کیلومترمربع مساحت و ۶۵۳ نفر جمعیت دارد.